# Sérgio Zolino
Sérgio Pires Torres de Sá nasceu em 22 de Novembro de 1967, na capital do estado de São Paulo, Brasil. É empresário, atleta, administrador de empresas e piloto de drones.

## Carreira de atleta
Como atleta recebeu o apelido de Sérgio Zolino. Completou 10 provas de Ironman, sendo 4 delas no Mundial do Havaí, além das mais de 400 competições entre triatlos, corridas, provas de mountain bike e maratonas. Como corredor de aventura, participou de dois Eco-Challenge. Seu primeiro Eco-Challenge foi o de 1999, ocorrido na Patagônia. O segundo ocorreu no ano de 2001, na Nova Zelândia. Zolino também conquistou a segunda colocação no Ecomotion Pró nos anos de 2003 e 2009. Em 2011, ainda chegou a participar do eco-motion de 2011.

## Empresário
Já com notoriedade no ramo dos esportes, fundou as organizações de corridas de aventura Adventure Camp e a de corridas de montanha Circuito das Serras. Os eventos já ocorreram em diversos estados brasileiros, incluindo São Paulo, Rio de Janeiro, Bahia e Minas Gerais. Já recebeu patrocínio de marcas como a Mitsubishi, Fazenda Bela Vista e Garmin para a realização de seus eventos. Atualmente, trabalha no IRONMAN Brasil.
Também é fundador da empresa de serviços de filmagem "Drone Sollutions".

## Ativista do esporte
Atuou como ativista notável da mobilidade urbana na capital paulista, tendo dedicado décadas à promoção do uso da bicicleta como meio de transporte. Fundador do movimento Pedala São Paulo, Zolino pedala desde os 16 anos e sempre enfrentou obstáculos para estacionar sua bicicleta com segurança na cidade; um problema que transformou em causa pessoal. Teve a tentativa de criar espaços específicos para bicicletas dentro de estacionamentos tradicionais, ainda em 2012. Para ele, a infraestrutura cicloviária é uma demanda histórica negligenciada, e seu ativismo visa justamente pressionar por soluções práticas e seguras para quem escolhe pedalar em meio ao trânsito caótico paulistano. Zolino coordenou o movimento Pedala São Paulo juntamente com: o empresário João Paulo Diniz, filho de Abílio Diniz; a sua esposa Claudia Vidigal, empreendedora e psicóloga; o Tani Oreggia, diretor da Kailash; a Bianka Voengaerden, empreendedora social e o Deputado Federal Walter Feldman. O Pedala São Paulo teve apoio Secretaria Municipal de Esporte de São Paulo e a parceria da Caloi, fabricante de bicicletas e equipamentos brasileiros. O movimento assinou carta para reivindicar direitos dos ciclistas e fez uma campanha extensa no começo dos anos 2010.
Sérgio foi autor do livro "A Cultura da Aventura da Natureza" juntamente com Flávio Lessa. O livro explora o mundo dos esportes de aventura e atividades ao ar livre, destacando seus benefícios físicos e mentais, bem como o contato com o meio ambiente. O livro aborda diversas modalidades, como escalada, canoagem, rafting, trekking e mountain bike, entre outras, e seus impactos positivos na saúde e bem-estar.